# Lybius leucogaster
Lybius leucogaster ("vitbukig barbett") är en fågel i familjen afrikanska barbetter inom ordningen hackspettartade fåglar. Den betraktas i allmänhet som underart till vithuvad barbett (Lybius leucocephalus), men har getts artstatus av Birdlife International och IUCN, som kategoriserar den som starkt hotad. Fågeln återfinns i Afrika i sydvästra Angola.